# Gräfenthal

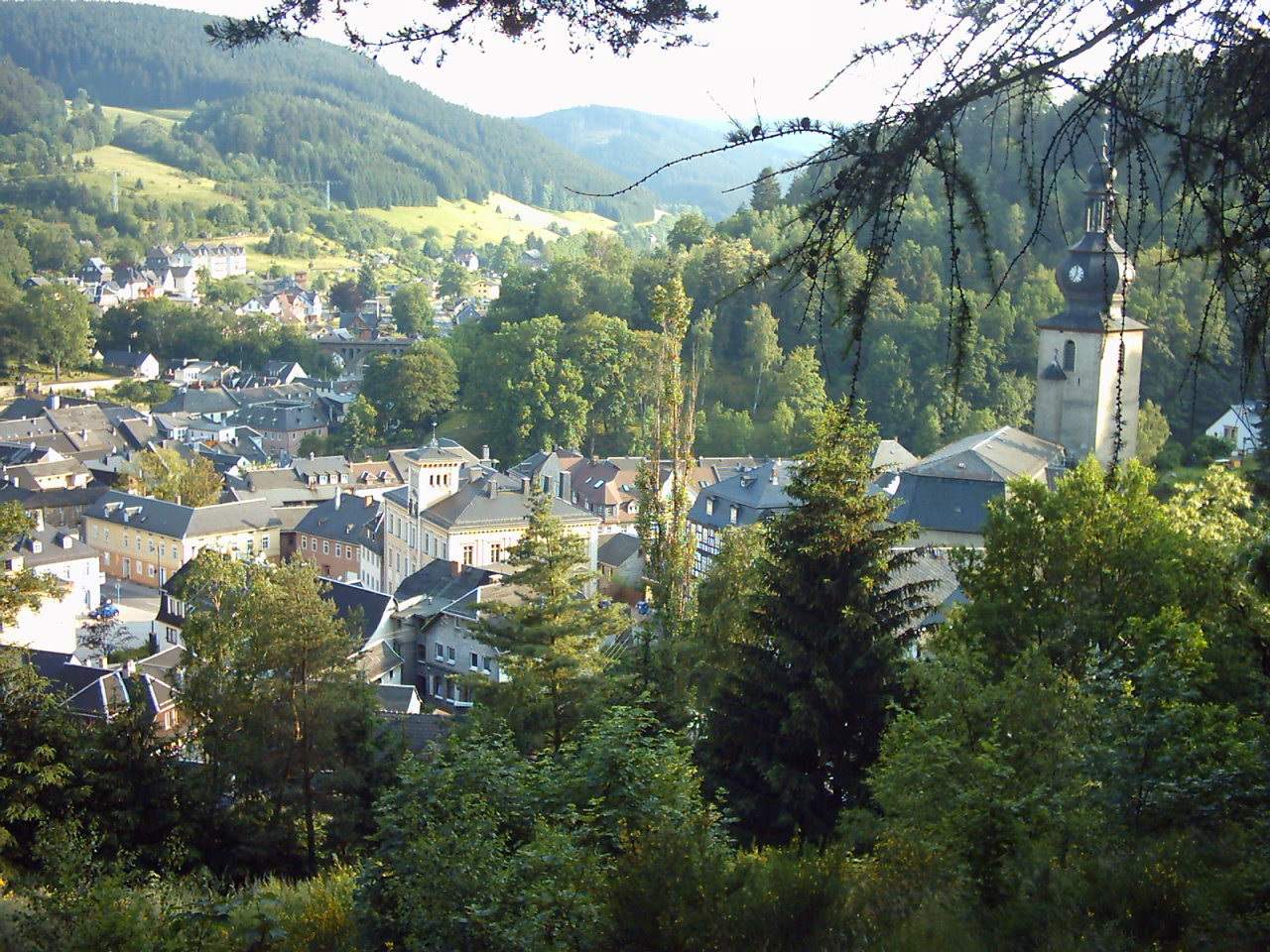
Blick vom Kindelberg auf Gräfenthal

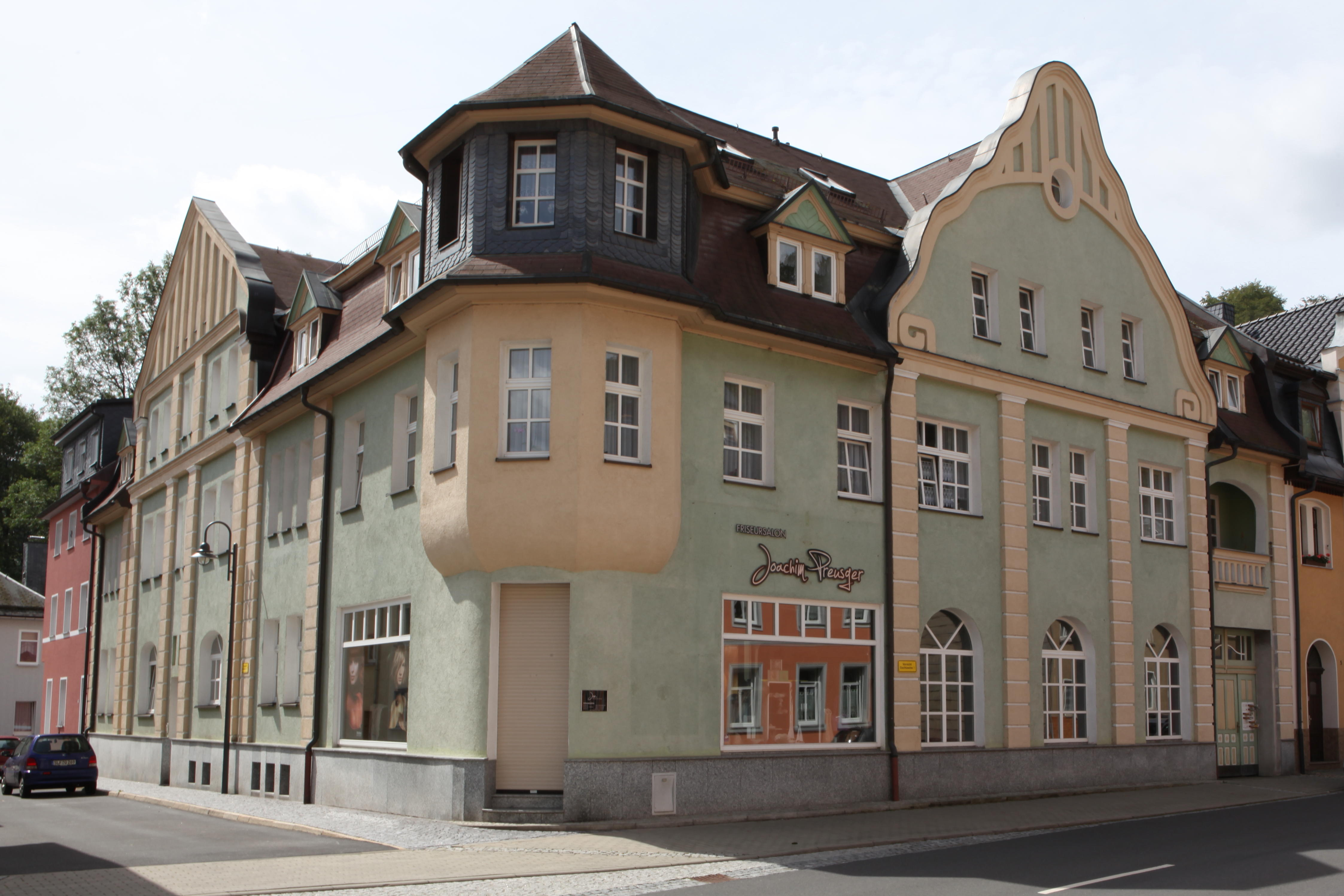
Jugendstil-Geschäftshäuser in der Innenstadt

Gräfenthal ist eine Landstadt im Landkreis Saalfeld-Rudolstadt in Thüringen. Die Stadt gehört der Verwaltungsgemeinschaft Schiefergebirge an, die ihren Verwaltungssitz in der Gemeinde Probstzella hat.

## Geografie
Die Stadt Gräfenthal liegt in einem Seitental der Loquitz, einem Nebenfluss der Saale. Gräfenthal ist vom Thüringer Schiefergebirge umgeben. Die Berge in der Region erheben sich bis zu 800 m ü. NN und sind mit Fichten bewaldet. Westlich von Gräfenthal liegt Neuhaus am Rennweg, östlich befindet sich Probstzella. Der Rennsteig verläuft etwa vier Kilometer südlich der Stadt.

### Nachbargemeinden
Im Uhrzeigersinn, beginnend im Norden: Saalfeld/Saale, Probstzella, Ludwigsstadt, Tettau, Sonneberg und Neuhaus am Rennweg.

### Stadtgliederung
Gräfenthal setzt sich aus acht Ortsteilen zusammen:
- Buchbach
- Creunitz
- Gebersdorf
- Gräfenthal mit dem Stadtviertel Meernach
- Großneundorf
- Lichtenhain
- Lippelsdorf
- Sommersdorf

## Geschichte
Der Ort wurde erstmals 1288 urkundlich erwähnt. Sie ist eine Gründung des lokalen Adelsgeschlechts der Herren von Gräfenthal, das in den umliegenden Dörfern begütert war und vermutlich auch einen ersten Herrensitz an der Stelle des heutigen Schlosses Wespenstein errichtete. Über dieses Geschlecht gibt es keine gesicherten Erkenntnisse, doch sollten sie das Lehen direkt von den Landgrafen von Thüringen empfangen haben, da der umliegende Saalfelder Forst eines der wenigen größeren zusammenhängenden Territorien im unmittelbaren landgräflichen Besitz war.
Nach dem Aussterben der Gräfenthaler übernahmen die meranischen Grafen von Orlamünde den Besitz. Diese belehnten damit zuerst die Herren von Gräfendorf, nutzten ihn aber schließlich selbst als Residenz, als sie ihre Stammlande im Orlagau nach und nach an die Wettiner verloren. Zunehmender wirtschaftlicher Niedergang zwang die Orlamünder 1394 Schloss Gräfenthal mit allen zugehörigen Orten und Rechten den Wettinern zu Lehen aufzutragen und schließlich 1426 an Herzog Friedrich I. von Sachsen zu veräußern. 1438 verkauften die Wettiner diese Neuerwerbung an die Reichserbmarschälle von Pappenheim, ohne die Lehenshoheit aufzugeben. Deren Gräfenthaler Linie endete mit dem Tod von Christoph Ulrich von Pappenheim am 19. Dezember 1599. 1621 veräußerte Maximilian von Pappenheim für 130.000 Gulden die Herrschaft Gräfenthal an Herzog Johann Philipp von Sachsen-Altenburg. Das Amt Gräfenthal fiel damit an das Herzogtum Sachsen-Altenburg, nach der Erbteilung 1680 an Sachsen-Saalfeld. Das Stadtrecht hatte Gräfenthal 1412 erhalten.
Die Saigerhütte Gräfenthal bestand von 1462 bis 1635. Bereits ab 1748 verwendete die in Gräfenthal errichtete Porzellan-Manufaktur Unger, Schneider & Cie. eine eigene Porzellanmarke.

### Eingemeindungen
Zu ihrer jetzigen Größe kam die Stadt am 9. April 1994 durch die Eingemeindungen der Gemeinden Lippelsdorf, Lichtenhain, Großneundorf, Gebersdorf und Buchbach.

### Einwohnerentwicklung
Entwicklung der Einwohnerzahl: (Stand jeweils 31. Dezember)  Datenquelle: Thüringer Landesamt für Statistik
| 1994 bis 1999 - 1994: 3.146 - 1995: 3.108 - 1996: 3.063 - 1997: 3.036 - 1998: 3.003 - 1999: 2.959 | 2000 bis 2005 - 2000: 2.913 - 2001: 2.866 - 2002: 2.871 - 2003: 2.808 - 2004: 2.751 - 2005: 2.692 | 2006 bis 2011 - 2006: 2.692 - 2007: 2.587 - 2008: 2.535 - 2009: 2.499 - 2010: 2.471 - 2011: 2.208 | 2012 bis 2017 - 2012: 2.150 - 2013: 2.102 - 2014: 2.056 - 2015: 2.035 - 2016: 2.007 - 2017: 1.980 | ab 2018 - 2018: 1.963 - 2019: 1.935 - 2020: 1.897 - 2021: 1.878 - 2022: 1.878 - 2023: 1.869 |

## Politik

### Stadtrat

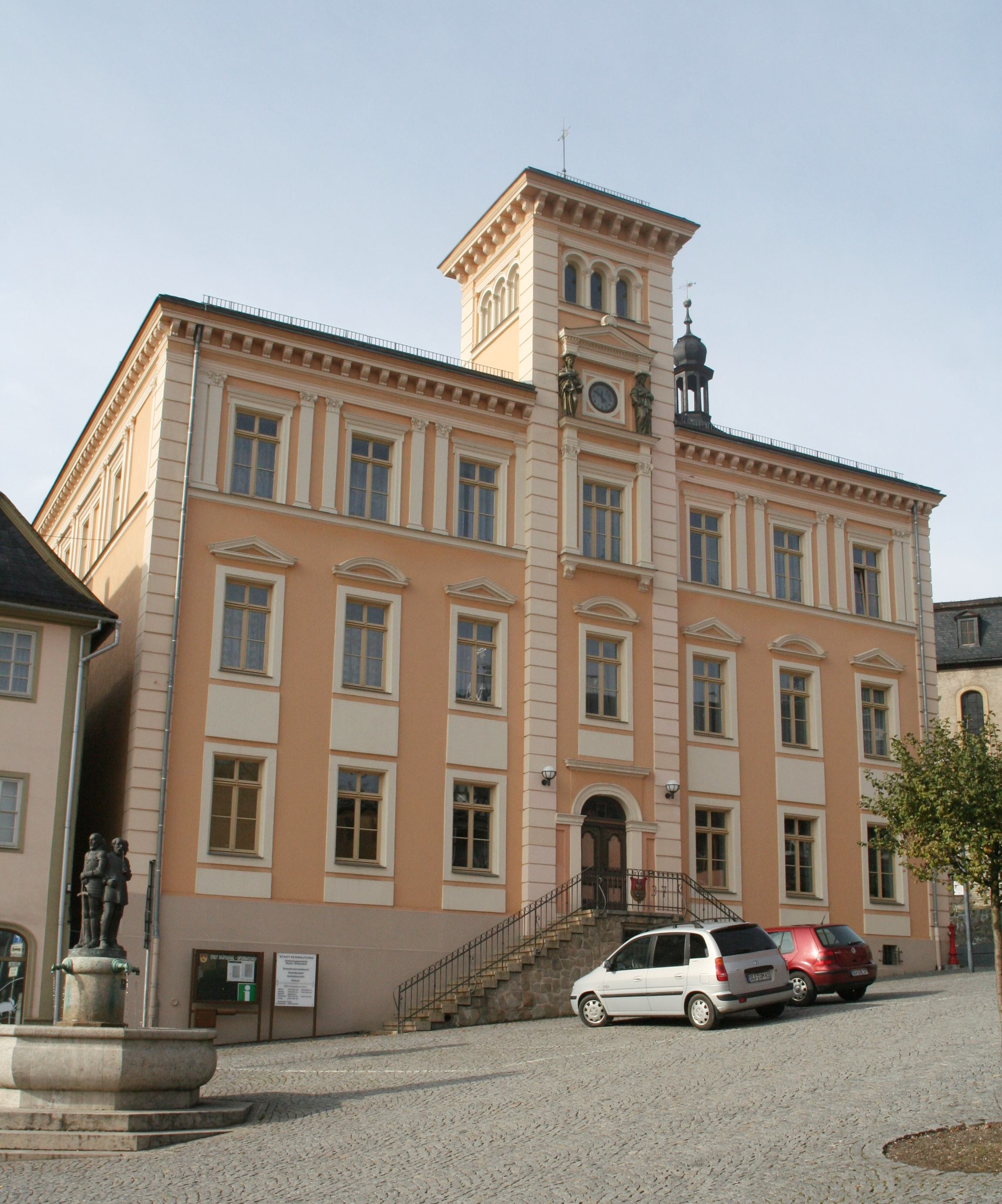
Rathaus

Der Rat der Stadt Gräfenthal besteht aus 12 Ratsfrauen und Ratsherren (2014 und 2009: 14). Bei der Gemeinderatswahl am 26. Mai 2024 wurde folgendes Ergebnis erzielt (mit Vergleichszahlen voriger Wahlen):
| Partei / Liste         | Stimmenanteil | Sitze  | Ergebnis 2019   | Ergebnis 2014   | Ergebnis 2009   |
| FFW/BI*                | 69,6 %        | 8      | 67,9 %, 8 Sitze | 56,8 %, 8 Sitze | 48,6 %, 7 Sitze |
| Dörfliche Vereine (DV) | 10,9 %        | 1      | 19,9 %, 2 Sitze | 21,5 %, 3 Sitze | 26,7 %, 4 Sitze |
| CDU                    | 05,8 %        | 1      | 12,2 %, 2 Sitze | 21,7 %, 3 Sitze | 24,8 %, 3 Sitze |
| AfD                    | 13,7 %        | 2      | –               | –               | –               |
| Wahlbeteiligung        | 64,4 %        | 64,4 % | 56,5 %          | 52,5 %          | 56,5 %          |

* Freiwillige Feuerwehr der Einheitsgemeinde Stadt Gräfenthal/Bürgerinitiative für gerechtfertigte Kommunalabgaben

### Bürgermeister
Bürgermeister ist seit dem 1. Juli 2024 Marcel Kuhnen. Vorgänger waren ab 1. Juli 2018 Wolfgang Wehr, ab 1. Juli 2012 Peter Paschold, ab 1. Juli 2006 Henry Bechtoldt (FFW/BI) und davor Gerhard Luthe.

### Wappen
Blasonierung: „Geteilt von Rot über Gold; oben wachsend der Rumpf einer hersehenden Mohrin in goldenem Kleid und mit goldenem Turban, unten ein springender schwarzer Löwe mit roter Zunge.“ Die Mohrin entstammt der Helmzier des Wappens der Marschalle von Pappenheim, die aus einer wachsenden Mohrin besteht.(Siehe auch: Mohr (Heraldik)#Die Mohrin von Gräfenthal)

## Bauwerke
- Schloss Wespenstein

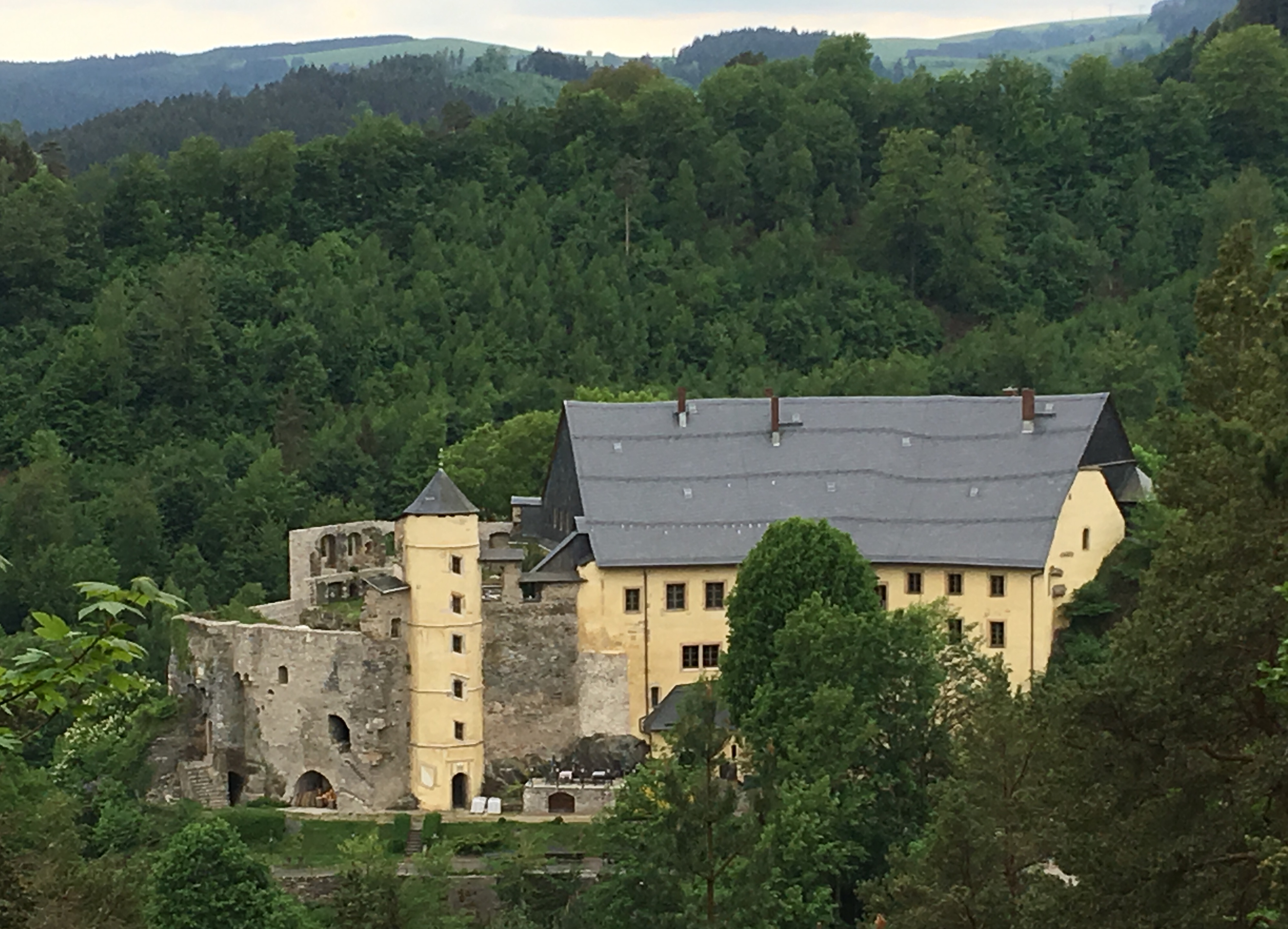
Schloß Wespenstein

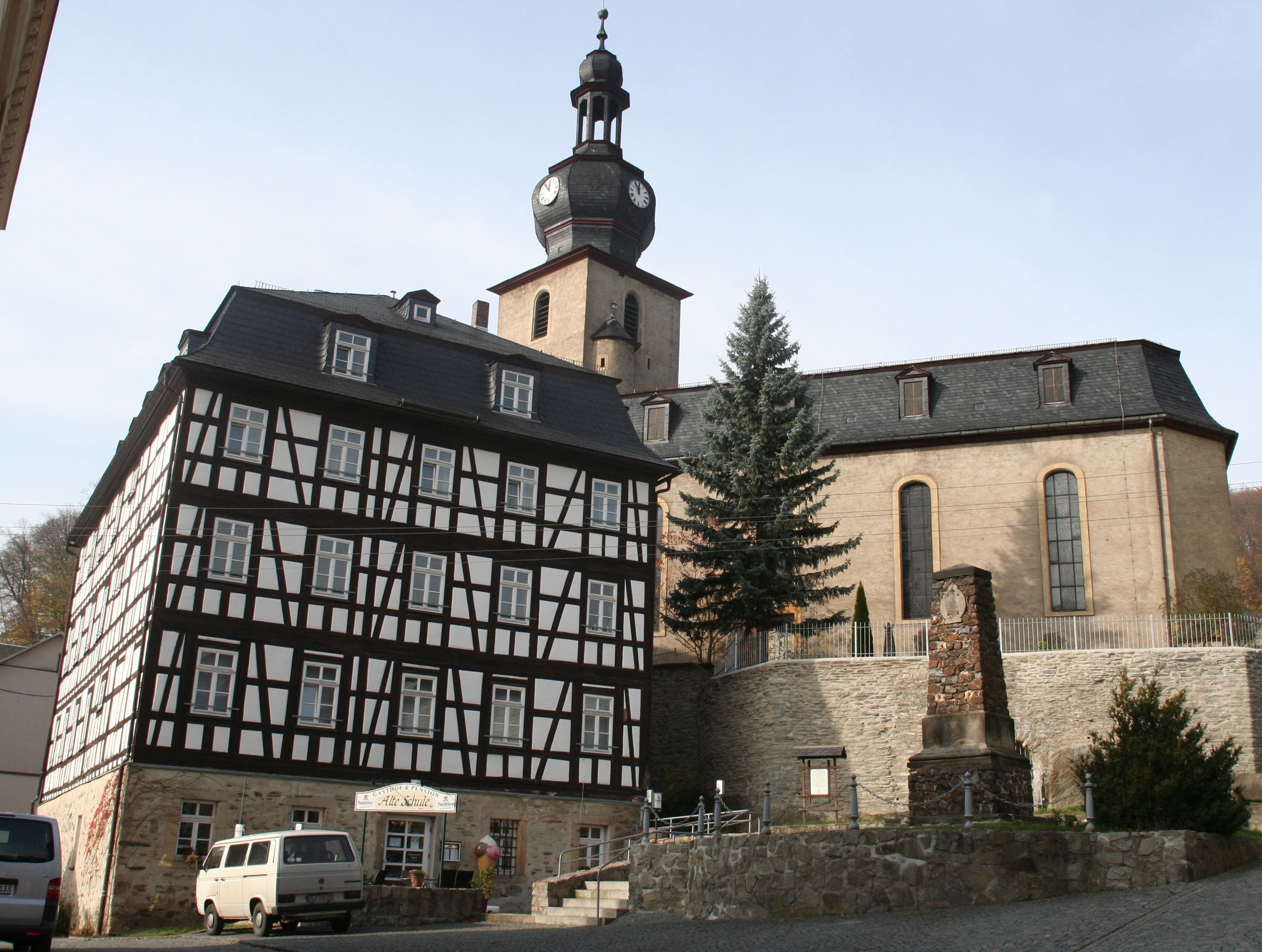
Evangelische Stadtkirche St. Marien und die alte Schule (heute Gasthof/Pension)

- Stadtkirche, restaurierte Jugendstilausmalung in Thüringen
- Rathaus
- Grenz- und Heimatmuseum Gräfenthal[8]
- Eisenbahnviadukt
- Stadtpark
- Kriegerdenkmal

## Wirtschaft und Infrastruktur
Gräfenthal lebte früher vom Bergbau und der Handelsstraße Nürnberg – Leipzig. Abgebaut wurden Eisen und Schiefer, Alaun.
Seit 1906 gab es im Ort die erfolgreiche Porzellanfabrik Carl-Scheidig, die in der DDR ab 1972 als VEB Porzellanfigurenfabrik Gräfenthal firmierte. Heute gibt es in der Stadt vor allem zwei Kunststofffabriken, eine Möbelfabrik sowie verschiedenes Kleingewerbe.
Gräfenthal warb früher mit dem Slogan „Besucht die Sommerfrische Gräfenthal im Thüringer Wald.“

### Verkehr

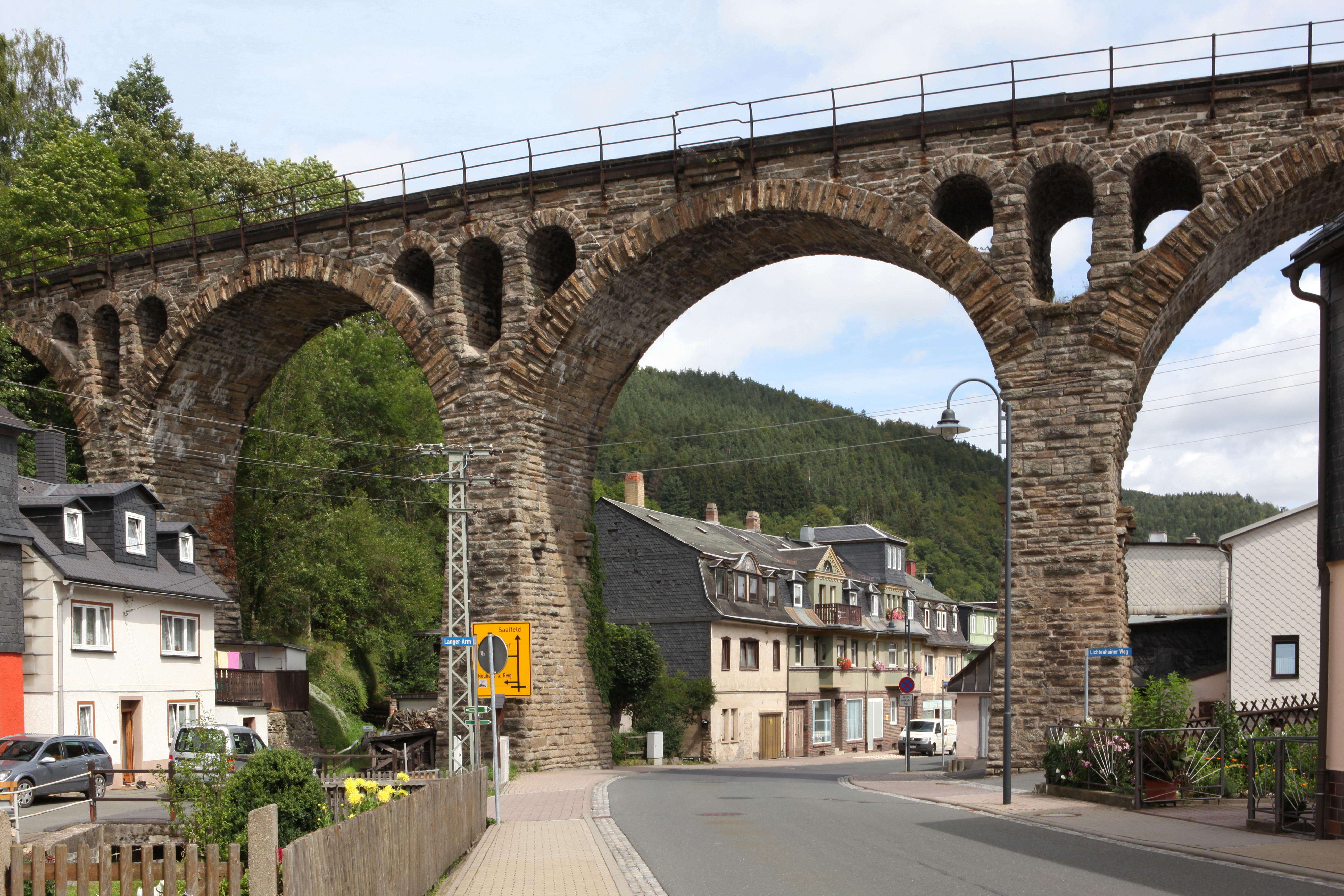
Eisenbahn-Viadukt (Baudenkmal)

Gräfenthal liegt an der Straße von Neuhaus am Rennweg nach Probstzella. Weitere Straßen führen in die Ortsteile Creunitz, Buchbach, Lichtenhain Sommersdorf, Gebersdorf und Lippelsdorf nach Reichmannsdorf und nach Tettau. Die Stadt besaß bis zum 22. Januar 1997 auch einen Bahnhof an der nachfolgend auf diesem Abschnitt stillgelegten Strecke Probstzella–Neuhaus am Rennweg.

### Bildung
In Gräfenthal gibt es eine Grund- und eine Regelschule: Die Staatliche Grundschule Gräfenthal und die Staatliche Regelschule „Christoph Ullrich von Pappenheim“ Gräfenthal. Außerdem gibt es die AWO-Kindertagesstätte „Blumenwiese“ sowie zwei Jugendclubs und eine Begegnungsstätte der AWO.

## Persönlichkeiten

### Ehrenbürger
- Paul von Hindenburg (1847–1934), Generalfeldmarschall[12]

### Söhne und Töchter der Stadt
- Julie Ludwig (1832–1894), Schriftstellerin
- Auguste Ludwig (1834–1909), Genre- und Porträtmalerin
- Oskar Sembach (1856–1943), Porzellantechniker und Unternehmer
- Ernst Stapelfeld (1864–1929), Politiker (SPD), Landtagsabgeordneter von Sachsen-Meiningen
- Karl Konrad (1881–1958), Gymnasiallehrer und Schriftsteller; lebte einige Jahre in Gräfenthal; verwendete den Dialekt der Einwohner in seiner Übersetzung des Buches *Ich war Pirat" von Edward John Trelawny zur Charakterisierung einer der Figuren
- Georg Grosch (1895–1987), Musikerzieher, Komponist
- Reinhard Höhn (1904–2000), Staats- und Verwaltungsrechtler in der Zeit des Nationalsozialismus
- Werner Winkler (1909–1999), Porzellangestalter
- Helmut Lipfert (1916–1990), Jagdflieger im Zweiten Weltkrieg
- Jörg Peter Kotthaus (* 1944), Physiker
- Christian Paschold (1949–2021), Bildhauer, Künstler
- Roland Resch (* 1951), ehemaliger Bildungsminister des Landes Brandenburg
- Ines Paulke (1958–2010), Popmusikerin
- Axel Zitzmann (* 1959), Skispringer
- Helge Zöllkau (* 1961), Leichtathletiktrainer
- Stefan Stannarius (* 1961), Skispringer

### Personen, die vor Ort gewirkt haben
- Georg Christoph Munz (1691–1768), Pfarrer und Superintendentadjunkt in Gräfenthal